# Sancourt (Somme)
Sancourt (picardisch: Seucourt) ist eine französische Gemeinde mit 268 Einwohnern (Stand 1. Januar 2022) im Département Somme in der Region Hauts-de-France im Norden von Frankreich. Die Gemeinde gehört zum Kanton Ham und ist Teil des Gemeindeverbandes Est de la Somme.

## Geographie
Die Gemeinde als nordwestliche Nachbargemeinde des Kantonshauptorts Ham liegt am Ostufer der hier kanalisierten Somme und östlich des Bachs Germaine sowie an der Départementsstraße 937.

## Geschichte
Die Gemeinde erhielt als Auszeichnung das Croix de guerre 1914–1918.

## Einwohner
| 1962 | 1968 | 1975 | 1982 | 1990 | 1999 | 2006 |
| ---- | ---- | ---- | ---- | ---- | ---- | ---- |
| 257  | 294  | 273  | 310  | 317  | 279  | 291  |

## Verwaltung
Bürgermeister (maire) ist seit 2001 Bernard Demonchy.